# Saint-Aubin-des-Chaumes
Saint-Aubin-des-Chaumes là một xã của tỉnh Nièvre, thuộc vùng Bourgogne-Franche-Comté, miền trung nước Pháp.